# Темний період в історії Всесвіту
Темним періодом в історії Всесвіту (також відомий як темний період Всесвіту або Темні віки) називають часи, коли у Всесвіті не горіло жодної зорі й не існувало жодної галактики. Він розпочався приблизно через 400 тис. років після Великого Вибуху і тривав приблизно до 100 млн років. 
Після Великого вибуху Всесвіт почав розширюватися й охолоджуватися, перетворюючи гарячий «первинний суп» частинок на море нейтрального газу. Цей процес розпочав так званий темний період в історії Всесвіту, оскільки в ті часи у Всесвіті взагалі не було світла, коли не зважати на слабкі відблиски, що залишилися від Великого вибуху. Малі неоднорідності густини, що залишилися ще з часу початкового швидкого розширення, поступово зростали під дією сил гравітації й згодом дали початок першим зорям та галактикам. Світло від цих перших об'єктів поступово іонізувало газ у всьому міжгалактичному просторі й поклало кінець темному періоду в історії Всесвіту.